# Nicole & Hugo
Nicole & Hugo fue un dúo de cantantes belga.
El dúo estuvo formado por Nicole Josy (nacida Nicole Van Palm, Wemmel, 21 de octubre de 1946-4 de noviembre de 2022) y su marido Hugo Sigal (nacido Hugo Verbraeken, Kinsasa, Congo Belga, 10 de noviembre de 1947), que se conocieron en 1970, se enamoraron y formaron un dúo. En 1971 participaron en la final belga para elegir representante en el Festival de la Canción de Eurovisión 1971. Ganaron la final con el tema "Goeiemorgen, morgen" ("Buenos días, mañana" en neerlandés). Una semana antes de su marcha a Dublín para formar parte del Festival, Nicole enfermó de ictericia y les fue imposible asistir. Fueron reemplazados por Jacques Raymond y Lily Castel. Jacques y Lily acabaron en el 14.º lugar de 18 participantes.
El 1 de diciembre de 1971 Nicole y Hugo contrajeron matrimonio en Wemmel.
Dos años después ganaron la preselección belga para competir en el Festival de la Canción de Eurovisión 1973, con la canción "Baby, Baby". La canción fue un éxito en Flandes, pero no lo fue en el resto de Europa. El festival se celebró en Luxemburgo el 7 de abril de 1973 y acabaron en último lugar. Su actuación se ha convertido en un hito de Eurovisión, a causa de sus trajes ajustados de color púrpura y su baile.
En 1974 participaron en el Festival Yamaha Music, también conocido como "World Song Festival", o "Eurovisión de Oriente", celebrado en Tokio, Japón, su fortuna cambió. Consiguiendo la segunda posición con la canción "With the summer". También recibieron el premio de composición. Durante los años 70 hicieron una gira internacional.
En 1984, aceptaron una oferta para tocar en cruceros, navegando alrededor del mundo. 
El 20 de octubre de 1990 fueron premiados con la medalla de la Sociedad Belga de Autores, Compositores y Editores SABAM por sus contribuciones a la industria musical flamenca.
En 2004, intentaron de nuevo, tras 29 años, participar en el Festival de Eurovisión, con la canción "Love is all around". Acabaron segundo en primera ronda, pero la votación posterior del jurado fue baja, y no pudieron alcanzar su objetivo.
En 2005, aparecieron en Congratulations, programa para celebrar el 50.º aniversario del Festival de Eurovisión. Actuaron con sus trajes de 1973 y cantaron una versión corta de su tema "Baby, Baby".
En 2008 la pareja publicó el álbum "Eeuwig Geluk" incluyendo temas como "Pastorale", "Olé Ola" y otros. La mayoría de los temas fueron escritos por el cantautor Hans Lambrechts.